# Taiping Ling
Taiping Ling (kinesiska: 太平岭) är en bergskedja i Kina. Den ligger i provinsen Heilongjiang, i den nordöstra delen av landet, omkring 350 kilometer sydost om provinshuvudstaden Harbin.
Genomsnittlig årsnederbörd är 977 millimeter. Den regnigaste månaden är juli, med i genomsnitt 203 mm nederbörd, och den torraste är januari, med 6 mm nederbörd.